# Ramiro Martínez
Ramiro Martínez (født 22. juli 1995) er en argentinsk håndboldspiller for Balonmano Benidorm og det argentinske landshold.
Han repræsenterede Argentina ved verdensmesterskabet i håndbold for mænd i 2019.